# Dokonana tajemnica

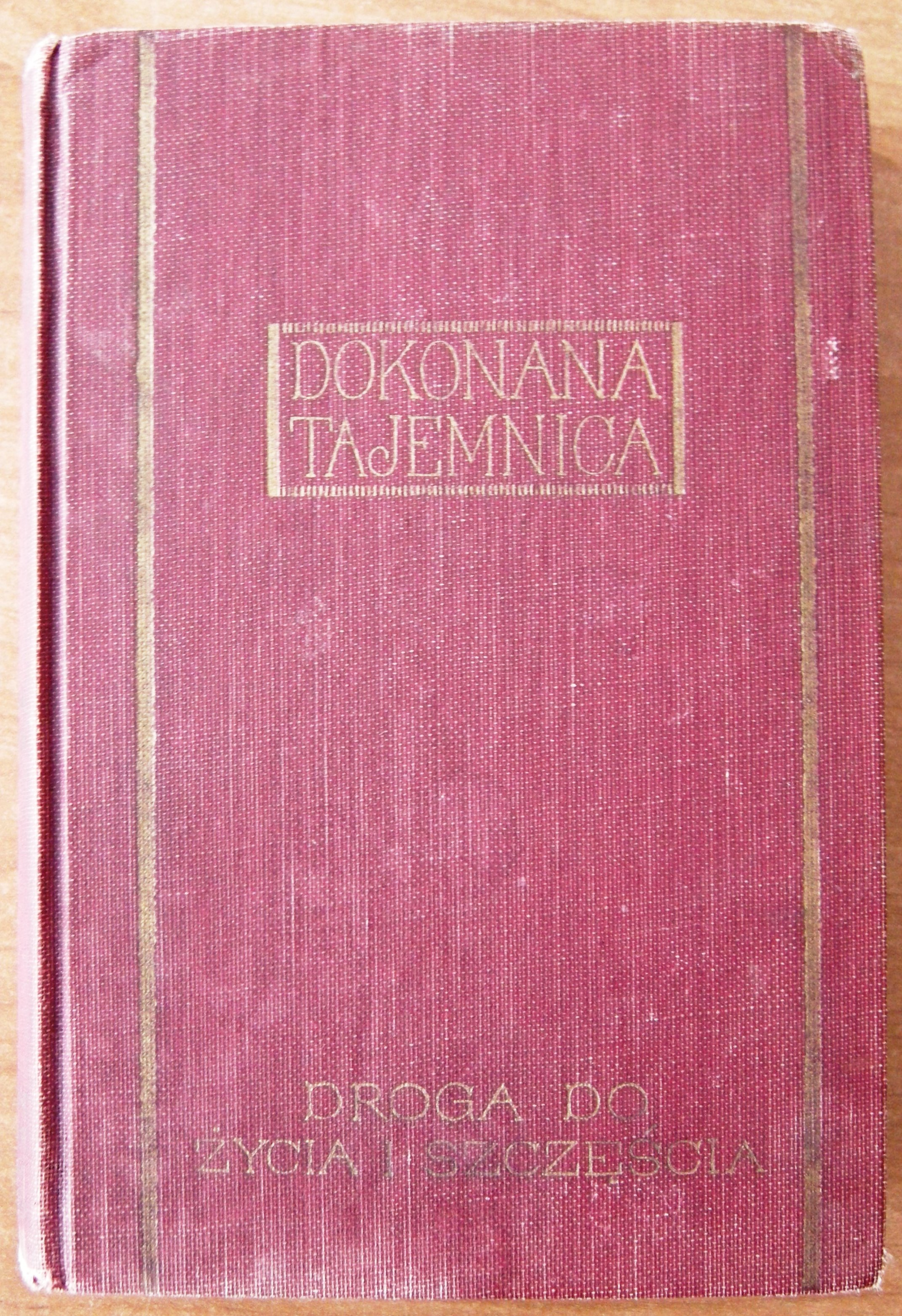
Polska edycja „Dokonanej tajemnicy” z 1923 roku wydana jako siódmy tom Wykładów Pisma Świętego

Dokonana tajemnica (ang. The Finished Mystery) – książka wydana 17 lipca 1917 roku przez Towarzystwo Strażnica pod redakcją Claytona J. Woodwortha i George’a H. Fishera. Książka ta miała być siódmym tomem Wykładów Pisma Świętego. Decyzja o jej wydaniu wywołała sprzeciw części zarządu Towarzystwa Strażnica przez co pośrednio przyczyniła się do podziałów w ruchu badackim, a także stała się przyczyną prześladowań Badaczy Pisma Świętego pod koniec I wojny światowej.

## Okoliczności wydania książki

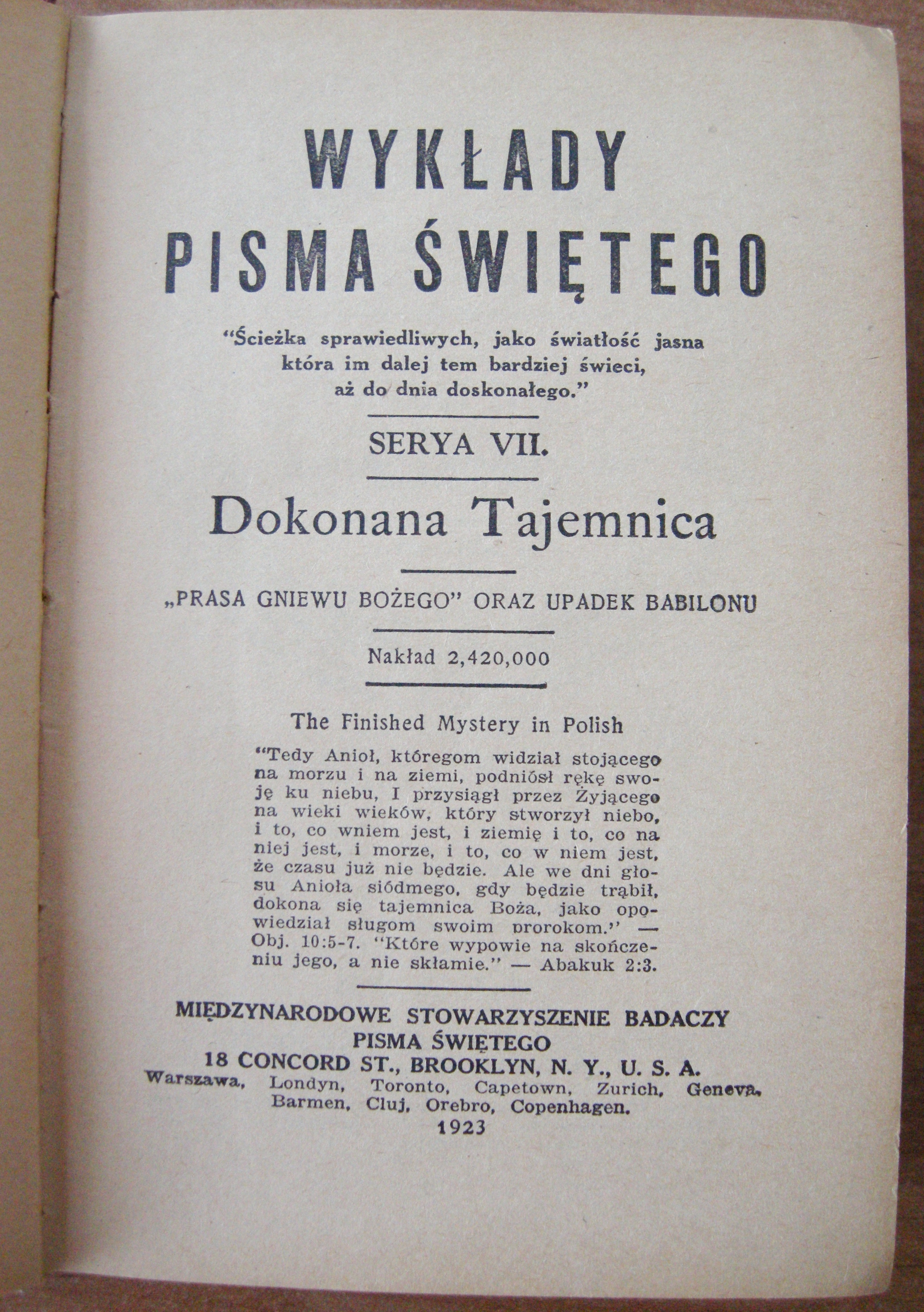
Strona tytułowa i motto: Ścieżka sprawiedliwych, jako światłość jasna, która im dalej tem bardziej świeci, aż do dnia doskonałego. Dokonana tajemnica. „Prasa gniewu Bożego” oraz upadek Babilonu.

Książka jest komentarzem do biblijnych ksiąg: Apokalipsy, Pieśni nad Pieśniami i Ezechiela. Publikacja ta miała być kontynuacją Wykładów Pisma Świętego, ich siódmym tomem zapowiadanym przez Charlesa T. Russella, lecz nie ukończonym, z powodu jego śmierci w 1916 roku. Sam C.T. Russell mawiał o tomie siódmym: „Kiedy tylko znajdę klucz napiszę siódmy tom”, oraz dodawał: „a jeśli Pan da ten klucz komu innemu, to niech on go napisze”.
Powołany po śmierci C.T. Russella przez zarząd Towarzystwa Strażnica Komitet Wykonawczy złożony z Alfreda I. Ritchiego, Williama E. Van Amburgha oraz Josepha F. Rutherforda w listopadzie 1916 roku opracowanie książki powierzył dwóm innym badaczom Claytonowi J. Woodworthowi i George’owi H. Fisherowi. Została ona częściowo oparta na wypowiedziach Charlesa T. Russella dotyczących omawianych w niej ksiąg biblijnych. Z tego względu została nazwana „pośmiertnym dziełem Pastora Russella”. Książka Dokonana tajemnica została wydana 17 lipca 1917 roku. Ma ona 736 stron.
Podobnie jak w czasach C.T. Russella, zgodę na jej publikację wydało prezydium zarządu Towarzystwa Strażnica, które stanowili Joseph F. Rutherford – prezes, Andrew N. Pierson – wiceprezes i William E. Van Amburgh – sekretarz-skarbnik. O jej wydaniu nie wiedzieli pozostali czterej członkowie zarządu – Robert H. Hirsh, Alfred I. Ritchie, Isaac F. Hoskins i James D. Wright. W dniu wydania książki w trakcie śniadania członków rodziny Betel w Brookylnie doszło do jawnej manifestacji Paula S.L. Johnsona oraz czterech niezadowolonych członków zarządu wymierzonej przeciw przywództwu Josepha F. Rutherforda nad Towarzystwem Strażnica. Zaogniło to wewnętrzne podziały wśród Badaczy Pisma Świętego, które później spowodowały powstanie Pastoralnego Instytutu Biblijnego i w efekcie odłączenie się kilku niezależnych grup badackich.
Książką Dokonana tajemnica posługiwały się przede wszystkim zbory Badaczy Pisma Świętego związane z Towarzystwem Strażnica. Większość odłamów powstałych po śmierci C.T. Russella ją odrzuciła ze względu na stanowisko oponentów J.F. Rutherforda już w dniu jej wydania. Jednakże używały jej niektóre odłamy Badaczy Pisma Świętego np. zbory Stand Fast Bible Students Association czy Elijah Voice Society.

## Zakaz rozpowszechniania

### Stany Zjednoczone
Biuro Wywiadu Wojskowego działając w oparciu o doniesienia z Kanady, gdzie „Dokonana tajemnica” została zakazana już na początku 1918 roku, przeprowadziło śledztwo w Biurze w Brooklynie. 4 marca 1918 aresztowano kilku członków wyznania ze Scranton w Pensylwanii, wśród których byli C.J. Woodworth oraz M.L. Herr. Postawiono im oskarżenie o spisek. 14 marca 1918 roku Ministerstwo Sprawiedliwości Stanów Zjednoczonych Ameryki zakazało rozpowszechniania książki Dokonana tajemnica uznając, że narusza ona Ustawę o szpiegostwie z dnia 15 czerwca 1917.
Spornym fragmentem książki były strony 247–253 angielskiego wydania, na których znajdowały się cytaty wypowiedzi znanych osób, potępiających wojnę. Gdy ustalono, że z powodu toczącej się wówczas wojny strony te budziły zastrzeżenia, to jeszcze w tym samym roku zostały usunięte, przed ich udostępnieniem ogółowi. Nie spowodowało to jednak cofnięcia zakazu. Odmówiono też wyrażenia opinii na temat zmienionej wersji książki. Gdy władze powiadomiły prokuratorów okręgowych, iż dalsza dystrybucja będzie stanowić pogwałcenie „Ustawy o szpiegostwie” Towarzystwo Strażnica wstrzymało rozpowszechnianie tej książki. Od tego czasu nasiliły się represje wobec Badaczy w Stanach Zjednoczonych.

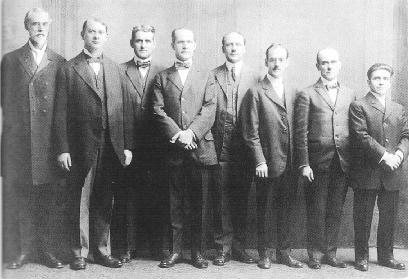
Badacze Pisma Świętego aresztowani w 1918 roku. C.J. Woodworth, G.H. Fisher, redaktorzy książki (szósty i siódmy z lewej)

15 kwietnia 1918 wydano traktat Wiadomości Królestwa nr 2 pt. Dlaczego zakazano ‘Dokonanej tajemnicy’. Wykazano w nim, że przyczyną wydania ograniczeń były zakulisowe działania Kościoła, który w książce Dokonana tajemnica został ostro skrytykowany. 7 maja 1918 roku Federalny Sąd Wschodniego Dystryktu Nowego Jorku nakazał aresztowanie głównych przedstawicieli administracji Towarzystwa Strażnica wraz z redaktorami książki – Williama E. Van Amburgha, Josepha F. Rutherforda, Alexandra H. Macmillana, Roberta J. Martina, Fredericka Homera Robisona, Claytona J. Woodwortha, George’a H. Fishera i Giovanniego De Cecca. Aresztowania przeprowadził James M. Power. Oskarżonym postawiono zarzuty utrudniania poboru mężczyzn do służby w siłach zbrojnych Stanów Zjednoczonych w okresie, w którym państwo było w stanie wojny. W oskarżeniu powoływano się na konkretne fragmenty książki. Podczas pierwszego przesłuchania przed sędzią Edwinem L. Garvinem w Okręgowym Sądzie Stanów Zjednoczonych oskarżeni nie przyznali się do winy. Zostali oni zwolnieni za kaucją od 2500 do 5000 dolarów każdy.
Rozprawa sądowa rozpoczęła się 3 czerwca 1918 roku. Adwokatami broniącymi oskarżonych byli M. Sparks i Fuller, sprawę prowadził sędzia Harland B. Howe z Vermont, a oskarżenie reprezentowali Isaac R. Oeland oraz Charles J. Buchner. 20 czerwca 1918 ława przysięgłych uznała zatrzymanych przedstawicieli Towarzystwa Strażnica winnymi zarzucanych im czynów. Zostali skazani na długoletnie więzienie, którą to karę zaczęli odbywać 4 lipca 1918 roku w federalnym zakładzie karnym w Atlancie.
Proces ujawnił, iż ani członkowie zarządu Towarzystwa, ani redaktorzy książki wcale nie mieli zamiaru przeszkadzać krajowi w prowadzeniu wojny. Przedstawione dowody wykazały, że zarówno plany napisania tej książki, jak i większa część tekstu powstały jeszcze przed przystąpieniem Stanów Zjednoczonych do wojny i że pierwotną umowę wydawniczą podpisano przed wejściem w życie ustawy, o której naruszenie zostali posądzeni.
Oskarżenie kierowało uwagę na dodatki dołączone do książki w kwietniu i czerwcu 1917 roku w trakcie jej przygotowywania i korekty. Znalazła się wśród nich wypowiedź duchownego Johna Haynesa Holmesa, który stanowczo twierdził, że wojna jest pogwałceniem zasad chrześcijaństwa. Jak wskazał jeden z obrońców, dzieło tego duchownego – A Statement to My People on the Eve of War (Orędzie do mojego narodu w przeddzień wojny), było jeszcze w sprzedaży w czasie trwania rozprawy. Za opinie wyrażone w tym kazaniu pociągnięto do odpowiedzialności jednak Badaczy Pisma Świętego, którzy się na nie tylko powołali.
26 marca 1919 skazani zostali wypuszczeni za kaucją. 14 maja 1919 Sąd Apelacyjny w Nowym Jorku skierował sprawę do ponownego rozpatrzenia. 5 maja 1920 roku wycofano akt oskarżenia.
7 marca 1918 roku Emma Martin, Edward Hamm, Edward Sonnenburg i Ernest Stevens uczestniczyli w niewielkim spotkaniu Badaczy Pisma Świętego. Na polecenie prokuratora był też na nim mężczyzna, który miał za zadanie zabezpieczyć dowody w postaci znalezionych przy nich egzemplarzu „Dokonanej tajemnicy”. Cała czwórka została aresztowana i oskarżona o rozpowszechnianie zakazanej książki co zakwalifikowano jako naruszenie ustawy o szpiegostwie. Po odrzuceniu wszystkich apelacji 17 maja 1920 roku zostali oni uwięzieni na trzy lata. 20 czerwca 1920 roku na zgromadzeniu w San Francisco J.F. Rutherforf poinformował o tym słuchaczy, którzy wysłali w tej sprawie telegram do prezydenta Stanów Zjednoczonych. Następnego dnia prezydent Woodrow Wilson ułaskawił czwórkę skazanych. Jesienią tego samego roku w nakładzie ponad czterech milionów egzemplarzy opublikowano specjalny 27 numer „Złotego Wieku”, w którym opisano niesprawiedliwe traktowanie Badaczy Pisma Świętego w roku 1918.

### Kanada
W roku 1918 zakaz rozpowszechniania został wprowadzony w Kanadzie. 12 lutego 1918 roku, władze kanadyjskie wydały zarządzenie, zgodnie z którym posiadanie Dokonanej tajemnicy było przestępstwem podlegającym karze grzywny do 5000 dolarów oraz do 5 lat więzienia. Zazwyczaj za posiadanie książki sądy wymierzały karę od 1 do 500 dolarów. Książce zarzucono przekazywanie treści wywrotowych i antywojennych. Zarządzenie zostało cofnięte 1 stycznia 1920 roku.

## Edycje
Pierwszy nakład książki wynoszący blisko 100 tys. został wyczerpany przed końcem 1917 roku. Z powodu lawinowo napływających zamówień w firmach zewnętrznych zamówiono 850 tys. dodatkowych egzemplarzy. Do końca 1917 roku dokonano jeszcze przekładu na język szwedzki i francuski.
21 czerwca 1920 roku wydano Dokonaną tajemnicę w formacie czasopisma nazywanego przez głosicieli ZG. Było to specjalne wydanie „Strażnicy” z 1 marca 1918 roku. Do rozpowszechniania „ZG” zaproszono nie tylko kolporterów, ale wszystkich głosicieli. W trakcie trwania zakazu rozpowszechniania Dokonaną tajemnicę wydano również w formacie kieszonkowym przeznaczonym dla Badaczy Pisma Świętego, którym skonfiskowano osobiste egzemplarze. 
W 1923 roku łączny nakład osiągnął 2 400 000 egzemplarzy i był już dostępny w kolejnych językach: fińskim, greckim, niemieckim, norweskim i polskim.

## Treść

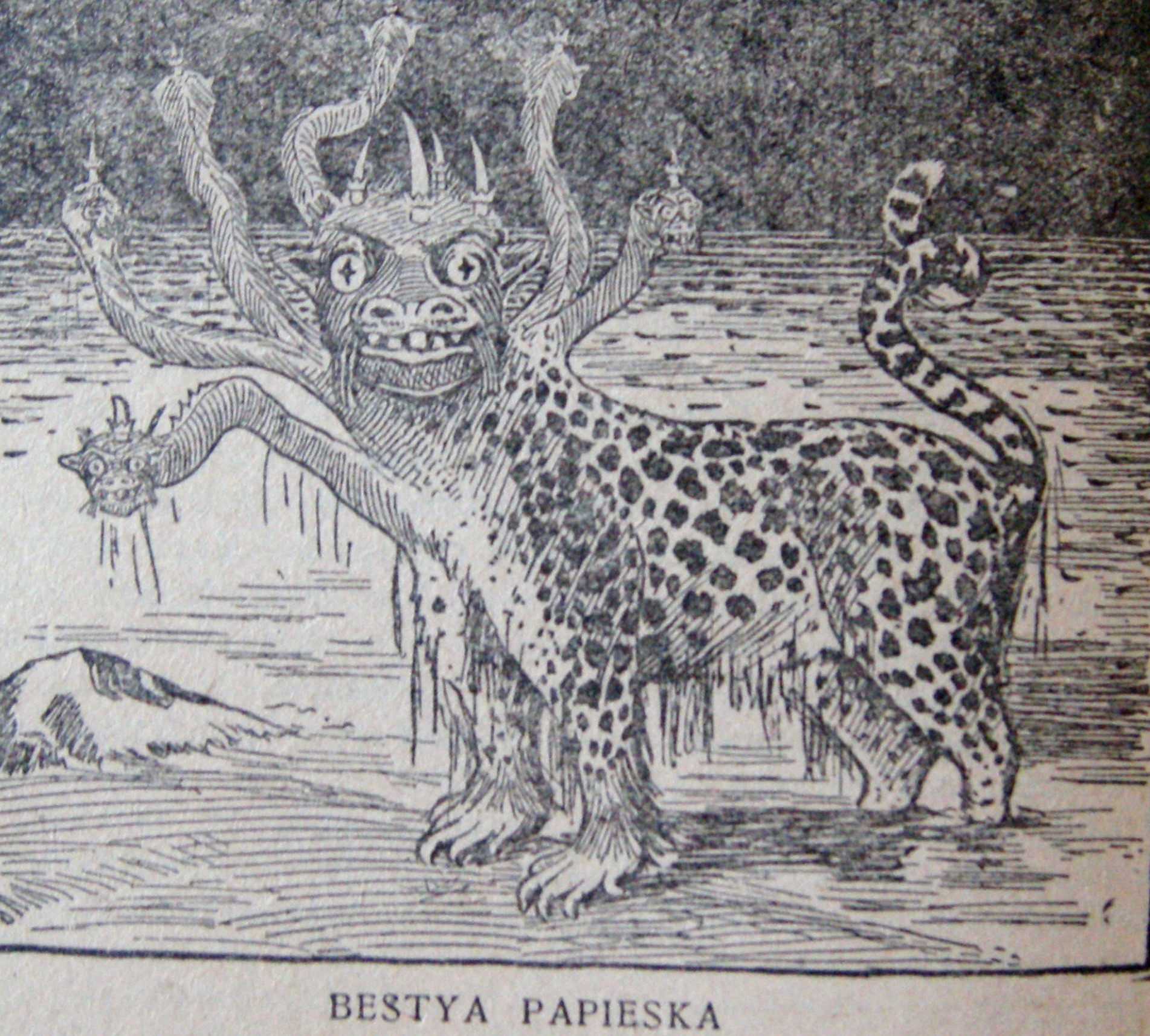
Ilustracja z książki przedstawiająca bestię z Apokalipsy.

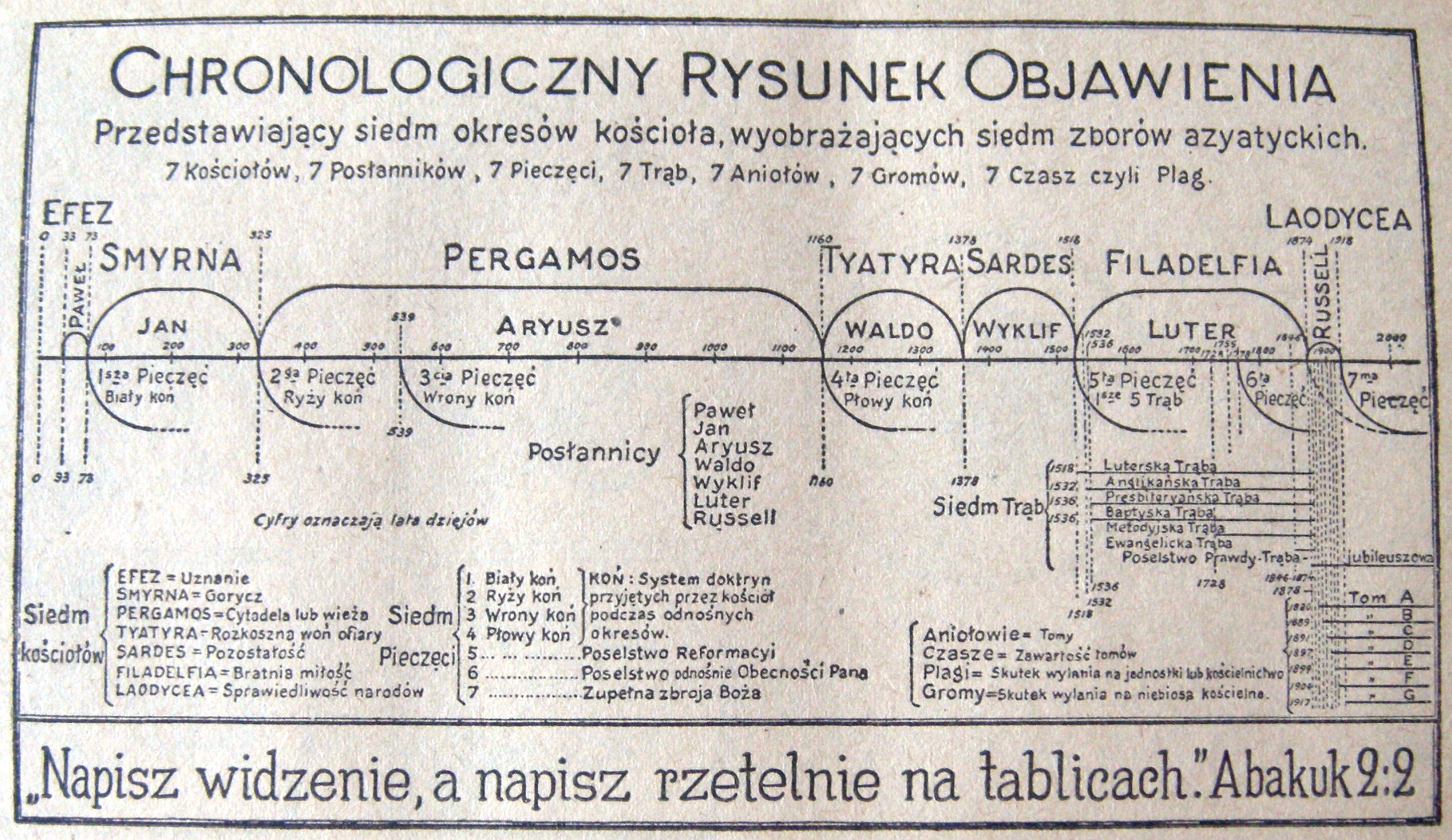
Schemat z książki: Chronologiczny rysunek Objawienia

- Siedmiu Posłańców dla świata – Paweł, Jan, Arjusz, Waldo, Wyklif, Luter, Russell
- Sześć Pieczęci i Papiestwo
- Siódma Pieczęć i Wielka Kampania
- Cztery Wstępne Reformacje
- Dwie Nieudane Reformacyjne Biady
- Wołania prawdziwej Reformacji
- Narodziny Antychrysta
- Siedem Plag Kościelnych
- Obalenie Państwa Szatana
- Tysiącletnie Królestwo
- Zstępujące Królestwo
- Rzeka Łaski i Prawdy
- Miecz – Głody – Mordy – Świtanie Dnia Złego
- Nawiedzenie bezbożnych czterema plagami
- Obłudne kościelnictwo
- Piec Hutniczy wojny
- Upadek Filozofji
- Zupełna ruina Filozofji
- Kościół wraz z Państwem upadną
- Dlaczego kościelnictwo musi runąć
- Posiew anarchii przez kler
- Wielka religijna reformacja
- Ostateczny upadek pychy
- Śmierć pysze tłumów
- Świątnica Boga i rzeka prawdy